# Ágios Pávlos (del av en befolkad plats)
Ágios Pávlos är en del av en befolkad plats i Grekland.   Den ligger i prefekturen Nomós Thessaloníkis och regionen Mellersta Makedonien, i den norra delen av landet, 300 km norr om huvudstaden Aten. Ágios Pávlos ligger 145 meter över havet och antalet invånare är 7 221.
Terrängen runt Ágios Pávlos är kuperad åt nordost, men västerut är den platt. Havet är nära Ágios Pávlos åt sydväst. Runt Ágios Pávlos är det ganska tätbefolkat, med 185 invånare per kvadratkilometer. Närmaste större samhälle är Thessaloníki, 2,5 km väster om Ágios Pávlos. == Kommentarer ==
1. ↑  Översättning av "section of populated place", en benämning som GeoNames använder för stadsdelar och liknande.
2. ↑  Framräknat ur variansen i alla höjduppgifter (DEM 3") från Viewfinder Panoramas, inom 10 km radie.[2] Mer om algoritmen finns här: Användare:Lsjbot/Algoritmer.